# Marginellt kasus
Marginellt kasus är en beteckning i språkvetenskapliga texter på kasus som inte är fullt produktiva i en viss språklig varietet. Det betyder att inte alla substantiv i den språkliga varieteten kan böjas i det kasuset.

## Exempel i finska
Ett exempel är att substantiv i standardfinska har begränsad böjning i kasuset abessiv, som betyder ”utan” och har suffixet ‑tta. Man kan böja det finska ordet raha (pengar) i abessiv: rahatta (utan pengar). Men finsktalande uttrycker i de flesta fall betydelsen ”utan” med en preposition, som på svenska: man kan säga ilman rahaa – ”utan pengar”, och med de flesta substantiv används bara konstruktionen med ilman, inte abessivkasusändelsen ‑tta. Därför sägs abessiv vara ett marginellt kasus i finska. Ett annat kasus som betecknats som marginellt i standardfinska är instruktiv, som inte används i singularis och sparsamt i pluralis.

## Begreppets utbredning
Facktermen ”marginellt kasus” är gängse i språkområden som har företeelsen i sitt språk. I finskspråkig forskning har man haft anledning att införa termen marginaaliset sijat (sija = kasus). På det internationella forskningsspråket engelska finns termen ”marginal case”, men den svenska motsvarigheten marginellt kasus är inte etablerad. En föreslagen svensk term är ”parenteskasus”. Beteckningen ”parenteskasus” syftar på att i en tabell med ett språks kasus sätter man ett kasus inom parentes om det inte är fullt levande i talspråk.
Terminologin kompliceras av att ”marginal case” kan ha andra betydelser på engelska. Kasus kan indelas i två grupper. Det finns kasus som har central betydelse i ett visst kaususspråk; man kan inte bilda enkla meningar utan de kasusen, därför att de markerar grundläggande satsdelar som subjekt (grammatik) och direkt objekt. Därutöver kan ett kasusspråk ha kasus som används i mer komplicerade yttranden. Sådana kasus har kallats ”marginal cases”, en översättning av Roman Jacobsons term ”Randkasus”. Dessutom används i engelskspråkig lingvistik uttrycket ”marginal case” ofta i betydelsen ”marginellt (ovanligt) fall” av vilket grammatiskt fenomen som helst, inte specifikt kasus, eller ovanligt fall inom vilket område som helst.